# Sant Marc i Santa Eulàlia
Sant Marc i Santa Eulàlia de Canelles és una església protegida com a bé cultural d'interès local al poble de Canelles (municipi de Fígols i Alinyà, Alt Urgell).

## Història
El lloc de Canelles és esmentat a l'acta de consagració de la catedral de la Seu d'Urgell que data entre finals del segle x i inicis del XI. L'església de Canelles apareix documentada en les visites pastorals del Bisbat d'Urgell de 1575 i 1758. El 1758 l'església consta sota l'advocació de Santa Eulàlia, encara que ja es fa notar la devoció popular a Sant Marc. Aleshores és tractada com a annexa de l'església de Sant Romà de Perles.

## Descripció
L'església es un petit temple d'una sola nau, capçada a llevant amb un absis pla i coberta amb volta de canó. El terra està tot pavimentat amb lloses quadrangulars de terrissa. Un cor de fusta en alt, situat als peus de l'església, ocupa pràcticament la meitat de la llargada de la nau. S'hi accedeix per una escala de fusta adossada al mur nord. 1
El presbiteri està sobreelevat i per accedir-hi cal pujar un graó. Dins d'aquest àmbit, en el mur adossat de l'altar major, hi ha un programa decoratiu policromat, amb elements que simulen fornícules d'un retaule on s'hi situen les peanyes que fan de suport a les imatges. Corona aquest conjunt de pintures un fris decoratiu, també pintat sobre el mur, i la imatge del Sagrat Cor de Jesús.
Tant l'arrebossat dels murs de l'interior del temple, que el cobreix en la seva integritat, com les pintures que ornamenten el mur de l'altar major, estan en força mal estat a causa de les humitats.
L'únic accés de l'església es troba a la façana oest, a través d'una porta sobreelevada a la qual s'hi accedeix a través de quatre graons adossats també a la façana de ponent.
La porta, en arc de mig punt, és centrada en la façana i, a la seva vertical, s'hi obre un ull de bou circular com a únic punt d'entrada de llum del temple, junt amb la mateixa porta. Corona la façana un campanar d'espadanya de dos ulls, amb una única campana.
Els paraments del temple són construïts a base de carreuons totalment irregulars sense cap mena de disposició. Només a les cantonades de l'edifici hi ha carreus ben treballats de pedra calcària i carreus de pedra tosca a la porta d'accés.
La presència d'una estela discoïdal aprofitada al parament que hi ha a sobre de la porta ens permet parlar de reaprofitament de carreus per a la construcció del temple. L'estela presenta una creu inscrita del disc i restes d'escriptura a la part inferior, difícil d'interpretar. El conjunt és cobert amb una coberta de teula a doble vessant.